# Éditions Rencontre
 (avril 2022).
Si vous disposez d'ouvrages ou d'articles de référence ou si vous connaissez des sites web de qualité traitant du thème abordé ici, merci de compléter l'article en donnant les références utiles à sa vérifiabilité et en les liant à la section « Notes et références ».
Les Éditions Rencontre sont une maison d’édition francophone suisse implantée à Lausanne, active de 1950 à 1971.

## Historique
La société coopérative des Éditions Rencontre est créée le 19 juin 1950. Elle vend des séries d’ouvrages par abonnement. Elle publie le Bulletin mensuel des Éditions Rencontre, servi gratuitement à tous les membres de la coopérative, aux souscripteurs de l'une des collections et aux abonnés de la revue mensuelle Rencontre. En 1962 paraît le premier volume de l'Atlas des voyages.
En 1965, les éditions expédient chaque mois 200 000 livres à leurs abonnés, après avoir ouvert des agences à Paris, à Lyon, à Bruxelles et à Québec. En 1964, elles lancent l'Encyclopédie du monde actuel (EDMA), une encyclopédie sur fiches perforées dont la rédaction est confiée à Charles-Henri Favrod.
En 1967, elles reprennent la gérance de la revue Constellation et lancent la Bibliothèque des 100 classiques. En 1970, les éditions se lancent dans l’édition de films à diffuser par différents moyens de reproduction, dont l'EVR, procédé dont elles détiennent la licence pour la Suisse. En 1971, la société, devenue anonyme, est transférée à Mulhouse et est intégrée aux Éditions Atlas.